# Apelsinsjöpung
Apelsinsjöpung (Polyclinum aurantium) är en sjöpungsart som beskrevs av Milne-Edwards 1841. Apelsinsjöpung ingår i släktet Polyclinum och familjen klumpsjöpungar. Arten är reproducerande i Sverige. Inga underarter finns listade i Catalogue of Life.

## Bildgalleri

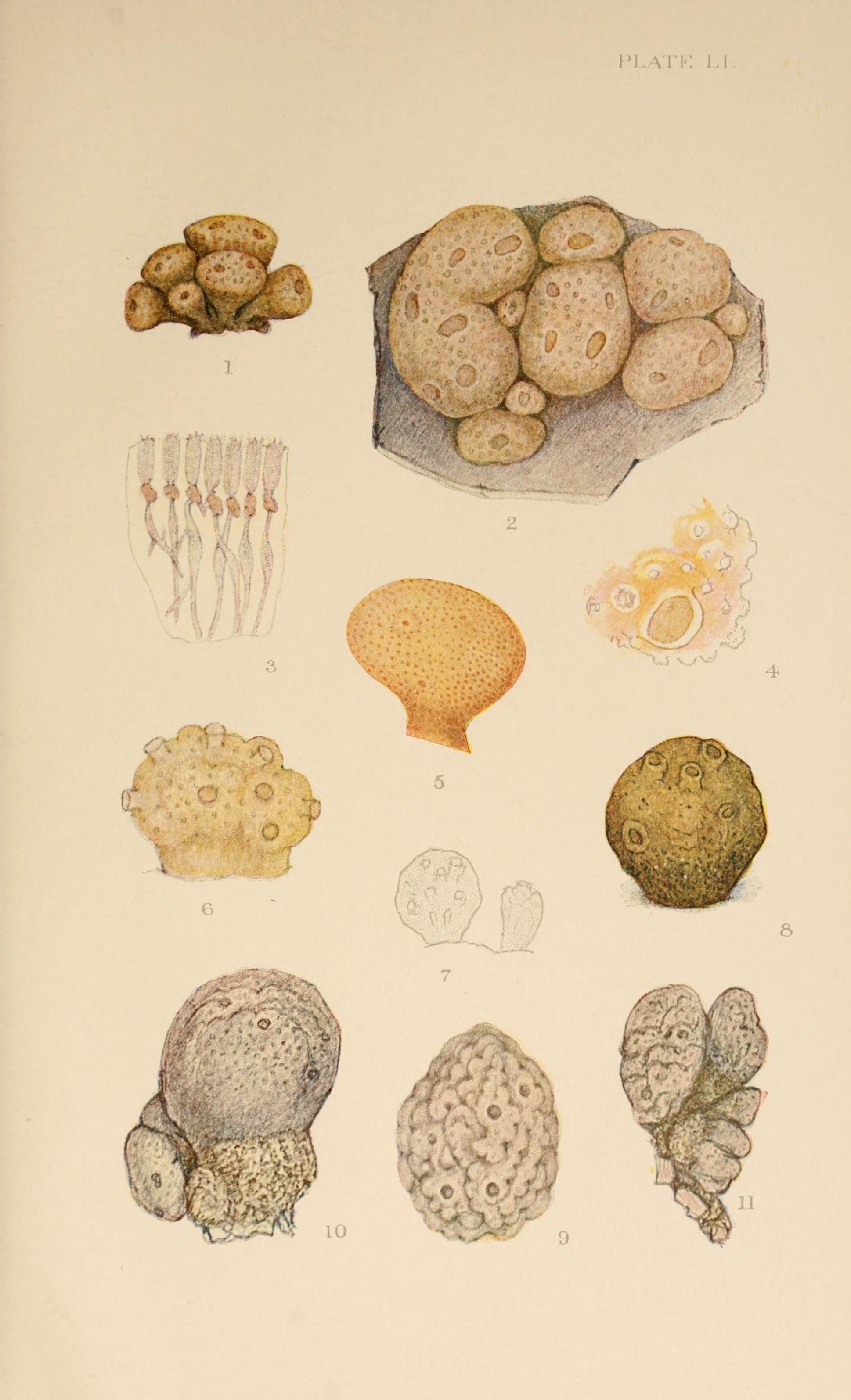
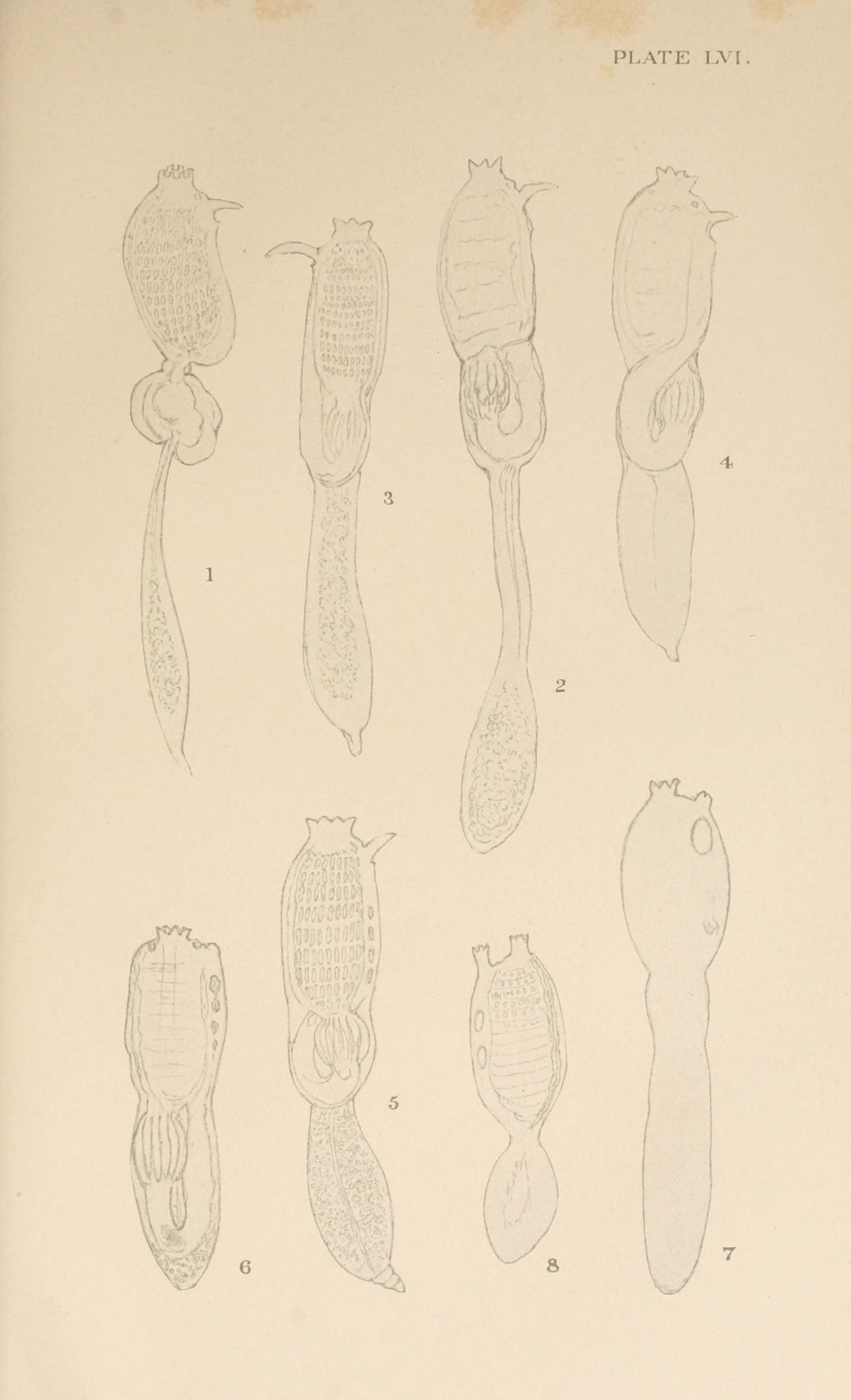
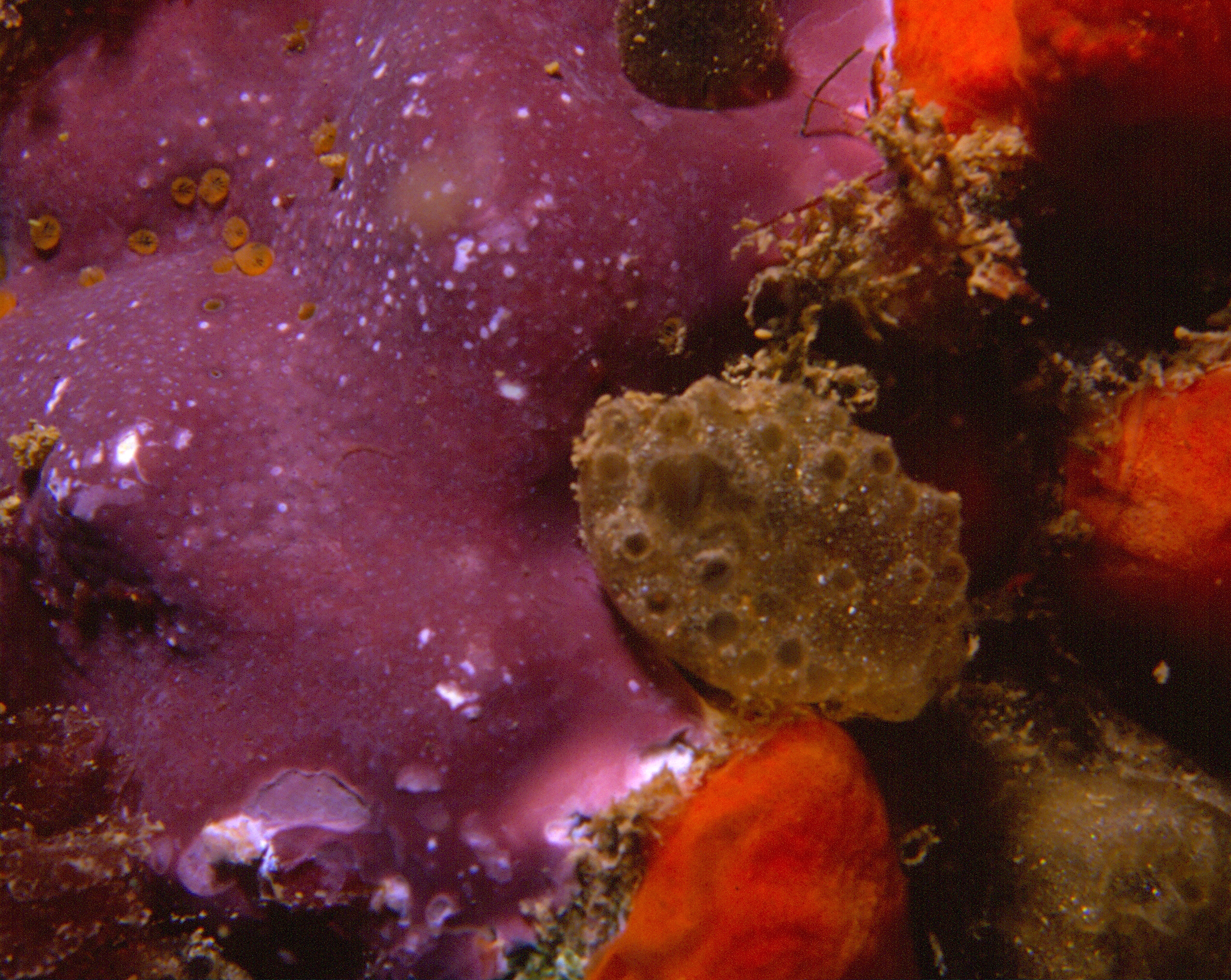